# Travni Dol
Travni Dol je naselje v Občini Novo mesto.